# Centrul pentru libertăți civile
Centrul pentru libertăți civile (în ucraineană Центр Громадянських Свобод, transliterat: Țentr Hromadeanskîh Svovod) este o organizație pentru drepturile omului din Ucraina condusă de avocata Oleksandra Matviciuk. A fost fondat în 2007, cu scopul de a exercita presiuni asupra guvernului ucrainean în direcția unei democratizări mai puternice a țării. Organizația a primit Premiul Nobel pentru pace în 2022, împreună cu activistul Ales Bialiațki din Belarus și organizația Memorial din Rusia.